# Budkov (Třebíči járás)
Budkov település Csehországban, a Třebíči járásban. Budkov Mladoňovice, Lomy, Rácovice, Třebelovice, Štěpkov, Domamil, Komárovice, Jemnice és Oponešice településekkel határos. Lakosainak száma 341 fő (2024. január 1.).

## Népesség
A település lakosságának változását az alábbi diagram mutatja:
| Lakosok száma | 721  | 713  | 661  | 594  | 441  | 378  | 367  | 366  | 348  | 341  |
|               | 1869 | 1890 | 1921 | 1950 | 1980 | 2001 | 2017 | 2019 | 2022 | 2024 |